# Finspångs köping
Denna artikel handlar om den tidigare kommunen Finspångs köping. För orten se Finspång, för dagens kommun, se Finspångs kommun.
Finspångs köping var en tidigare kommun i Östergötlands län.

## Administrativ historik
Finspångs köping bildades 1942 genom en ombildning av Risinge landskommun. 1971 uppgick köpingen i den nybildade Finspångs kommun.
Köpingen hörde till Risinge församling.

## Kommunvapen
Blasonering: Sköld delad av rött, vari ett järnmärke av guld, och silver, vari fem kopplade röda, genomgående spetsrutor, den mellersta belagd med tre stolpvis ordnade liljor av guld.
Vapnet, som föreslogs av Riksheraldikerämbetet, fastställdes av Kunglig Majestät år 1944. Järnhanteringens symbol är kombinerad med ätten De Geers vapen. Efter kommunbildningen registrerades vapnet i Patent- och registreringsverket år 1974.

## Geografi
Finspångs köping omfattade den 1 januari 1952 en areal av 368,85 km², varav 314,48 km² land.

### Tätorter i köpingen 1960
| Tätort   | Folkmängd |
| -------- | --------- |
| Finspång | 11 378    |
| Lotorp   | 775       |
| Näs      | 290       |
| Falla    | 258       |

Tätortsgraden i köpingen var den 1 november 1960 83,5 procent.

## Politik

### Mandatfördelning i valen 1942–1966
| 31 | 2 | 3 |  | 3 |

| 37 |

| 3 | 29 |  | 3 |  | 3 |

| 36 |

| 31 | 3 | 3 | 3 |

| 36 |

| 28 | 3 | 5 | 4 |

| 35 |

| 29 | 3 | 3 | 5 |

| 33 | 7 |

|  | 29 | 2 | 4 | 4 |

| 32 | 8 |

| 2 | 25 | 3 | 4 |  | 5 |

| 35 |